# Rhacophorus bipunctatus
Rhacophorus bipunctatus là một loài ếch trong họ Rhacophoridae. Chúng được tìm thấy ở miền đông Ấn Độ đến Đông Nam Á, có thể đến đông nam Trung Quốc và phía nam đến Malaysia.